# Кешлак-е Сабз-Алі
Кешлак-е Сабз-Алі (перс. قشلاق سبزعلي) — село в Ірані, у дегестані Хошкруд, у Центральному бахші, шахрестані Зарандіє остану Марказі. За даними перепису 2006 року, його населення становило 44 особи, що проживали у складі 8 сімей.

## Клімат
Середня річна температура становить 14,53 °C, середня максимальна – 33,76 °C, а середня мінімальна – -8,46 °C. Середня річна кількість опадів – 259 мм.
| Клімат поселення                              | Клімат поселення | Клімат поселення | Клімат поселення | Клімат поселення | Клімат поселення | Клімат поселення | Клімат поселення | Клімат поселення | Клімат поселення | Клімат поселення | Клімат поселення | Клімат поселення | Клімат поселення |
| Показник                                      | Січ.             | Лют.             | Бер.             | Квіт.            | Трав.            | Черв.            | Лип.             | Серп.            | Вер.             | Жовт.            | Лист.            | Груд.            |                  |
| Середній максимум, °C                         | 9,88             | 11,98            | 17,06            | 23,67            | 28,33            | 33,16            | 33,76            | 32,72            | 28,80            | 22,82            | 16,22            | 9,88             |                  |
| Середня температура, °C                       | 0,72             | 2,81             | 7,89             | 14,49            | 19,16            | 23,98            | 27,29            | 26,24            | 22,32            | 16,34            | 9,75             | 3,40             |                  |
| Середній мінімум, °C                          | −8,46            | −6,36            | −1,29            | 5,32             | 9,99             | 14,81            | 20,80            | 19,76            | 15,84            | 9,86             | 3,28             | −3,07            |                  |
| Норма опадів, мм                              | 34               | 35               | 47               | 34               | 26               | 4                | 2                | 1                | 1                | 14               | 24               | 37               |                  |
| Середньомісячна швидкість вітру, м/с          | 1.40             | 2.10             | 2.86             | 3.44             | 2.97             | 2.71             | 2.84             | 2.74             | 2.34             | 2.24             | 2.00             | 1.41             |                  |
| Середньомісячна сонячна радіація, кДж/м²·день | 8958             | 11703            | 14175            | 17742            | 21836            | 25915            | 25748            | 23254            | 19659            | 14333            | 10603            | 8567             |                  |
| --------------------------------------------- | ---------------- | ---------------- | ---------------- | ---------------- | ---------------- | ---------------- | ---------------- | ---------------- | ---------------- | ---------------- | ---------------- | ---------------- | ---------------- |
| Джерело:                                      |                  |                  |                  |                  |                  |                  |                  |                  |                  |                  |                  |                  |                  |